# 島村晶子
島村 晶子（しまむら あきこ〔本名：賀川 晶子、旧芸名：島村 昌子〕、1933年5月23日 - 2022年8月9日）は、大阪府出身の日本の女優。身長154 cm。体重45 kg。血液型はA型。最終所属は松竹芸能。

## 略歴
時代劇や連続テレビ小説などの多くの作品でバイプレーヤーとして活躍。
2022年8月9日午前1時28分、肺炎のため死去。満89歳没（享年90）。訃報は所属事務所である松竹芸能によって同月10日、発表された。

## 出演

### 映画
- 「こどもつかい」（2017年6月17日）
- 「8年越しの花嫁 奇跡の実話」（2017年12月16日） - 病院の入院患者 役

### テレビドラマ

#### NHK
- 「カナリアさん今日は」（1958年11月12日 - 1959年9月30日）
- 「H・D あるホテル従業員」前編・後編（1959年10月12日・10月19日） - 新婚旅行の新婦 役
- 「わが町の歌」第14話（1961年7月13日）
- 「女の園」
  - 第23話「タイプ・コーナーにて」（1962年3月18日）
  - 第44話「花束」（1962年8月26日）
  - 第65話「キイをたたく女たち」（1963年1月27日）
- 文芸劇場「花粉」（1963年1月25日）
- 「チコちゃん日記」（1965年、NHK）- 竹中福子 役
- 「みだれがみ」（1967年4月3日 - 1968年3月25日）
- 「あねいもうと」（1968年4月1日 - 1969年4月4日）
- 「天使の羽根」（1969年4月21日 - 5月9日） - 助手 役
- 「山河」（1970年11月14日）
- 「仮縫」（1977年10月10日 - 11月4日）
- 「道頓堀川」（1982年5月3日 - 5月28日）
- 「家族あわせ」第1話（1985年1月12日）
- 「好色一代男 おらんだ西鶴」（1985年10月19日） - 八重 役
- 「約束の旅」（1987年5月4日） - 伊丹静代 役[5]
- 「わが歌ブギウギ」（1987年5月11日 - 6月5日） - 笠置シヅ子の母 役
- 連続テレビ小説
  - 「純ちゃんの応援歌」第113話（1989年2月16日） - 酒田ミネ子 役
  - 「京、ふたり」（1990年10月1日 - 1991年3月30日） - 山越新二の母 役
  - 「おんなは度胸」（1992年4月6日 - 10月3日）
  - 「春よ、来い」第142話・第147話・第150話（1995年3月22日・3月28日・3月31日） - 池田フキ 役
  - 「オードリー」第130話・第131話（2001年3月9日・3月10日） - 小池正子 （錠島尚也の母） 役
  - 「ほんまもん」第118話・第122話 - 第126話・第139話（2002年2月20日・2月25日 - 3月1日・3月16日） - 滝子 役
  - 「てっぱん」第71話（2010年12月17日） - 吉野寿代 役
  - 「カーネーション」第128話（2012年3月5日） - ミサエ 役
  - 「あさが来た」第25話・第26話（2015年10月26日・10月27日） - 長屋の老婆 役
- 「鑑真号物語」（1989年10月10日）[6]
- 「恋愛模様」第1話（1990年2月10日）[7]
- 「行け、我が思いよ 金の翼にのって」（1992年2月8日）[8]
- 「新王将」（1992年5月16日）[9]
- 「ランタナの花の咲く頃に」（1996年2月3日）[10]
- NHKドラマ館「終のすみか」（1999年10月16日）[11]
- 「東野圭吾ミステリー「悪意」」第5話（2001年12月17日）
- 「生存 愛する娘のために」第2話（2002年2月18日）
- 「新・はんなり菊太郎〜京・公事宿事件帳〜」第2話（2004年1月16日） - おたき 役
- 「アイ’ム ホーム 遥かなる家路」第11話・第12話（2004年12月1日・12月2日）
- 「アオゾラカット」（2017年3月15日、NHK BSプレミアム） - 水谷玲子 役[12]

#### 日本テレビ
- 「ダイヤル110番」第345話（1964年4月26日）
- 「あの子が死んだ朝」第2話（1972年1月11日）
- 「桃太郎侍」
  - 第10話「のろ松恋ごころ」（1976年12月5日） - お慶 役
  - 第137話「蝶々のくれた赤ン坊」（1979年6月3日） - 越後屋内儀 役
- 「蛙の子雀の子」（1978年4月29日 - 9月23日） - 甚太郎の妻妙子 役
- 「長七郎江戸日記 第1シリーズ」第60話（1985年5月7日） - おそで 役
- 火曜サスペンス劇場「京都・女性記者シリーズ」
  - 「京都・女性記者シリーズ 第1期」第4作（1991年5月28日）
  - 「京都・女性記者シリーズ 第2期」第1作（1994年4月12日） - 杉代 役
- 「半七捕物帳」第17話（1993年2月16日） - お島 役
- 「江戸の用心棒」第7話（1994年5月24日） - お政 役

#### TBS
- 「佐々やんのごめん下さい」（1959年10月5日 - 1961年12月27日）
- クラボウ・ミステリー 影「密室」（1960年2月12日）
- 「おかあさん2」第53話（1960年10月20日）
- 東芝日曜劇場
  - 「愛の壁」（1963年10月20日）
  - 「母さん、これが息子の浪人生活です」（1989年1月29日）[13]
- 近鉄金曜劇場「さわやかに潮風ふけば」
- 「風」第39話（1968年9月2日）
- 「新諸国物語 笛吹童子」第10話（1973年2月4日） - 多紀 役
- 「江戸を斬る 梓右近隠密帳」第13話（1973年12月17日） - お七の母親 役
- 「影同心II」第13話（1976年1月10日）
- 「江戸を斬る」
  - 「江戸を斬るII」第26話（1976年5月3日） - 女将 役
  - 「江戸を斬るIII」第23話（1977年6月20日） - お島 役
  - 「江戸を斬るV」第12話（1980年5月5日） - 夕月の女将 役
  - 「江戸を斬るVII」
    - 第2話「桜吹雪が悪を裁つ」（1987年2月2日）
    - 第17話「闇を走る暗殺集団」（1987年5月18日） - お時 役
    - 第24話「倅は天下の町奉行」（1987年7月6日）
- 「水戸黄門」
  - 「水戸黄門 第7部」第5話「何の因果で若旦那 -花巻-」（1976年6月21日） - 花乃屋の女将 役
  - 「水戸黄門 第8部」第17話「鹿が知ってた悪い奴 -奈良-」（1977年11月7日） - 遊女 役
  - 「水戸黄門 第9部」第5話「黄門様のそっくりさん -仙台-」（1978年9月4日） - 若菜屋の女将 役
  - 「水戸黄門 第16部」第18話「悪が群がる隠し銀山 -大森-」（1986年8月25日） - 女将 役
  - 「水戸黄門 第18部」第25話（1989年3月6日） - 庄兵衛の妻 役
  - 「水戸黄門 第19部」第3話（1989年10月9日） - 泉屋の女将 役
  - 「水戸黄門 第20部」第8話（1990年12月24日） - おむら 役
  - 「水戸黄門 第22部」第4話（1993年6月7日） - 飲み屋の女将 役
  - 「水戸黄門 第28部」第9話（2000年5月8日） - 改め女 役
  - 「水戸黄門 第29部」第16話（2001年7月16日）- 大野監物の奥方
  - 「水戸黄門 第31部」第4話（2002年11月4日） - 宿の女将 役
  - 「水戸黄門外伝 かげろう忍法帖」第2話（1995年5月29日）
- 「遅咲きの梅」（1980年1月7日 - 3月28日）
- 「大岡越前」
  - 「大岡越前 第8部」第3話（1984年7月30日） - 大店の内儀 役
  - 「大岡越前 第10部」第23話（1989年8月8日） - おせい 役
- 「妻の反乱」（1989年8月15日 - 8月26日）
- 「命みじかくII」（1991年1月7日 - 3月1日）
- 金曜ドラマシアター「赤い霊柩車シリーズ」第1作（1992年3月6日） - 中川康子 役
- 「いのちの現場から6」第2話・第12話・第13話（1999年9月28日・10月12日・10月13日） - 安江 役[14]
- 月曜名作劇場「みなと署落とし物係 秘密捜査官 危険な二人」（2017年3月6日） - 老婆 役

#### フジテレビ
- スリラー劇場
  - 「捜査圏外の条件」（1959年10月3日）
  - 「暗闇の殺人」（1959年10月24日・10月31日）
- 「銭形平次」
  - 第22話「渡り鳥」（1966年9月28日） - お栄 役
  - 第188話「四枚の花札」（1969年12月3日）
  - 第299話「一度死んだ女」（1972年1月26日）
  - 第328話「小りんざんげ」（1972年8月16日）
  - 第392話「泥に咲いたまごころ」（1973年11月7日） - お杉 役
  - 第447話「からくり仇討」（1974年11月27日） - おこう 役
  - 第468話「打首待った!」（1975年4月30日） - おみね 役
  - 第497話「蟻地獄」（1975年11月19日） - おしげ 役
  - 第549話「闇夜の証人」（1976年11月24日） - お徳 役
  - 第577話「女親分と五人の子供」（1977年6月15日） - お滝 役
  - 第621話「しのぶ河岸」（1978年5月3日） - 女将 役
  - 第664話「去りゆく人々」（1979年3月21日）
  - 第696話「初手柄のんびり同心」（1979年11月28日）
- 「船場」（1967年4月2日 - 1968年3月31日）
- 「わが恋やまず」（1969年4月4日 - 9月26日）
- 「二つの影」（1969年10月3日 - 1970年2月27日）
- 「徳川おんな絵巻」
  - 第13話「白鷺城の若き獅子」（1970年12月26日）
  - 第14話「永遠の初夜」（1971年1月2日）
  - 第23話「年上の佳人」（1971年3月6日）
  - 第24話「白昼の逃亡」（1971年3月13日）
  - 第29話「浮世絵の女」（1971年4月17日）
  - 第30話「情事の秘密」（1971年4月24日）
  - 第32話「美しき女教師」（1971年5月8日）
  - 第33話「戦場のなでしこ隊」（1971年5月15日）
  - 第38話「子供がいっぱい」（1971年6月19日）
  - 第39話「みなしごたちの太陽」（1971年6月26日）
- 「続・木枯し紋次郎」第5話（1972年12月16日） - お時 役
- 「京都清水五条坂」（1974年1月3日 - 3月28日）
- 「愛のファインダー」（1976年1月8日 - 3月25日）
- 「柳生一族の陰謀」第29話（1979年4月17日）
- 「徳川の女たち」第47話（1980年6月17日）
- 時代劇スペシャル
  - 「江戸っ子祭」（1981年7月24日）
  - 「怪猫有馬御殿」（1983年8月12日）
- 「青春INGS ゆう子とヘレン」第12話（1982年12月31日）
- 愛と疑惑のサスペンス「レベル7－空白の90日－」（1994年3月28日）
- 「大阪環状線 ひと駅ごとの愛物語」第5話（2016年2月10日）

#### テレビ朝日
- 夜の劇場「ダイヤモンド紛失事件」（1957年8月13日）
- 「皇太子の冒険」（1957年9月30日 - 12月23日）
- 「部長刑事」
  - 「部長刑事」
    - 第8話「盗まれた足跡」（1958年10月25日）
    - 第48話「盆おどりの夜」（1959年8月1日）
    - 第67話「初雪」（1959年12月12日）
    - 第79話「復讐」（1960年3月5日）
    - 第90話「あぶく銭を狙え」（1960年5月21日）
    - 第97話「雪子は知らない」（1960年7月9日）
    - 第113話「アリバイ」（1960年10月29日）
    - 第135話「悪いひと」（1961年4月8日）
    - 第148話「低湿地帯」（1961年7月8日）
    - 第165話「合同捜査 後編」（1961年11月11日）
    - 第174話「黒い車輪」（1962年1月20日）
    - 第184話「狂った銃弾」（1962年3月31日）
    - 第189話「14才」（1962年5月5日）
    - 第207話「風呂屋に戻れ」（1962年9月8日）
    - 第210話「にくいひと」（1962年9月29日）
    - 第308話「消えた未亡人」（1964年8月15日）
    - 第337話「暗い墓場」（1965年3月13日）
    - 第397話「虹を探す女」（1966年5月14日）
    - 第413話「女難の相」（1966年9月3日）
    - 第457話「都会の裏窓」（1967年7月15日）
    - 第459話「腹の中」（1967年7月29日）
    - 第485話「しょうがなかった」（1968年1月27日）
    - 第504話「ハンドル貸し」（1968年6月4日）
    - 第509話「置引き騒動」（1968年7月13日）
    - 第523話「ああ亭主」（1968年10月19日）
    - 第528話「デカとやまねこ」（1968年11月23日）
    - 第535話「荒廃の街」（1969年1月11日）
    - 第556話「無法の論理」（1969年6月7日）
    - 第582話「おばあさんのルス」（1969年12月6日）
    - 第586話「あゝ絶体絶命」（1970年1月3日）
    - 第603話「道頓堀の女番長」（1970年5月2日）
    - 第608話「石で打たれる女」（1970年6月6日）
    - 第617話「白い肌に黒い血が」（1970年8月8日）
    - 第632話「赤毛の女」（1970年11月21日）
    - 第635話「氷雨の女」（1970年12月12日）
    - 第644話「血の匂いがする花粉」（1971年2月13日）
    - 第660話「ピンキー・ショック」（1971年6月5日）
    - 第663話「ドヤ街の女」（1971年6月26日）
    - 第679話「ピラニヤに狙われた女」（1971年10月16日）
    - 第689話「刑事の妻」（1971年12月25日）
    - 第700話「大阪事件地図 前編」（1972年3月11日）
    - 第703話「聖泥棒家族」（1972年4月1日）
    - 第710話「3人のカルメンとそのひも達」（1972年5月20日）
    - 第733話「悪魔が犯した罪」（1972年10月28日）
    - 第734話「三つの世界」（1972年11月4日）
    - 第736話「十五年目の秋」（1972年11月18日）
    - 第755話「大穴」（1973年3月31日）
    - 第816話「母性喪失・コインロッカー殺人」（1974年6月1日）
    - 第837話「運河のある景色」（1974年10月26日）
    - 第854話「ハイエナを殺した女」（1975年2月22日）
    - 第892話「左腕にバラの花が」（1975年11月29日）
    - 第907話「待父売りの少年」（1976年3月13日）
    - 第929話「ねずみ横丁・王手飛車」（1976年8月14日）
    - 第957話「路地裏の人々」（1977年2月26日）
    - 第977話「家」（1977年7月16日）
    - 第1040話「大阪事件マップ・通天閣のある町」（1978年9月30日）
    - 第1053話「親子ささ舟」（1978年12月30日）
    - 第1073話「笑わない悪魔」（1979年5月19日）
    - 第1096話「小さい秋見つけた」（1979年10月27日）
    - 第1109話「しなやかな兇行」（1980年1月26日）
    - 第1259話「終りのない標」（1982年12月11日）
    - 第1278話「偏差値殺人事件」（1983年4月23日）
    - 第1358話「壊滅・瀬戸内コネクション」（1984年11月3日）
    - 第1407話「刑事たちの長い日」（1985年10月12日）
    - 第1469話「瀬をはやみ」（1986年12月27日）

  - 「新・部長刑事 アーバンポリス24」（1990年2月10日 - 2001年3月31日）
- 「ダイラケのびっくり捕物帖」第93話（1959年2月1日）
- 「野次馬がいく」第5話（1967年11月2日）
- 「素浪人 花山大吉」
  - 第11話「その一言に弱かった」（1969年3月15日）
  - 第42話「大めし喰らって弱かった」（1969年10月18日）
  - 第59話「女ごころに弱かった」（1970年2月14日）
- 「燃えよ剣」第13話（1970年6月24日） - 明里 役
- 「遠山の金さん捕物帳」
  - 第16話「それを知った女」（1970年10月25日） - お豊 役
  - 第110話「あの世から招く女」（1972年8月13日） - おきみ 役
  - 第161話「幽霊にとりつかれた男」（1973年8月5日）
- 必殺シリーズ
  - 「必殺仕掛人」第20話（1973年1月13日） - さと 役
  - 「必殺必中仕事屋稼業」第8話（1975年2月22日） - おうめ 役
  - 「必殺仕置屋稼業」第15話（1975年10月10日）
  - 「必殺仕業人」第13話（1976年4月9日） - お時 役
  - 「新・必殺仕置人」
    - 第4話「暴徒無用」（1977年2月11日） - たよ 役
    - 第17話「代役無用」（1977年5月20日） - おうめ 役

  - 「新 必殺からくり人」第2話（1977年11月25日） - 尼 役
  - 「江戸プロフェッショナル・必殺商売人」第4話（1978年3月10日） - おてい 役
  - 「必殺からくり人・富嶽百景殺し旅」第4話（1978年9月15日） - お島 役
  - 「必殺仕事人」
    - 第28話「尼寺に鬼女は棲むのか?」（1979年11月30日） - 梅津 役
    - 第43話「情技衣替え地獄落し」（1980年3月21日） - 村路 役

  - 「新・必殺仕事人」第29話（1981年12月18日） - おさき 役
  - 「必殺仕事人III」第1話（1982年10月8日） - お栄 役
  - 「必殺仕事人V・激闘編」第18話（1986年3月28日）
  - 「必殺まっしぐら!」第7話（1986年9月19日）-女房
- 「長谷川伸シリーズ」
  - 第20話「髭題目の政」（1973年2月14日）
  - 第25話「道中女仁義」（1973年3月21日）
- 「明治一代女」（1973年10月3日・10月10日）
- 「遠山の金さん」
  - 第55話「背信」（1976年10月21日）
  - 第69話「お白州に小判の雨が降る!」（1977年2月3日） - お春 役
- 「暴れん坊将軍」
  - 「吉宗評判記 暴れん坊将軍」
    - 第9話「義賊 江戸を走る」（1978年3月11日） - きくやの女将 役
    - 第176話「憎しみの糸が結んだ父娘の絆」（1981年9月12日） - 宿の女将 役

  - 「暴れん坊将軍II」
    - 第37話「女もつらいよ 母なれば」（1983年11月26日） - お政 役
    - 第182話「妖艶、因幡の白うさぎ!」（1987年1月24日） - 右京の局 役

  - 「暴れん坊将軍VIII」第3話（1997年8月16日）
- 「風鈴捕物帳」第9話（1978年12月21日） - お仲 役
- 「長七郎天下ご免!」第93話（1981年10月22日） - 瑞江 役
- 「遠山の金さん」第50話（1983年4月14日）
- 「赤かぶ検事奮戦記III」第12話（1983年3月25日） - 杉原清子 役
- 「名奉行 遠山の金さん 第2シリーズ」第22話（1989年11月23日）
- 「雁金屋草紙」（1991年3月19日）[15]
- 土曜ワイド劇場
  - 「京都殺人案内」第18作（1992年3月21日） - 只野美代 役
  - 「京都妖怪地図」
    - 第5作「嵯峨野に生きた900歳の美人能面師・葵祭りの夜にせつなく濡れて…」（1993年5月15日）
    - 第6作「時空を超えて時代祭に甦る愛の伝説！1200歳の美女VS.霊感デカ」（1994年11月19日） - ナレーション

  - 「新・赤かぶ検事奮戦記」第7作（1998年10月10日） - 野々瀬スエ 役
  - 「京都B級グルメ殺人マップ」（1999年3月6日） - 管理人 役
  - 「京都B級グルメ殺人メニュー!」（2001年6月16日）
  - 「特急車掌 永瀬はるかの事件簿」（1999年5月29日）
- 「あぐら剣法無頼帖」（1994年1月1日） - ナレーター

#### テレビ東京
- 「八丁堀あばれ軍団」第6話（1979年4月25日） - お勢以 役
- 「付き馬屋おえん事件帳 第1シリーズ」最終話（1990年3月30日）

### ラジオドラマ
- 「アメリカひじき」（1972年7月27日、NHKラジオ第1放送）
- 「じろはったん」（1980年11月9日、MBSラジオ）[16]